# Wolfgang Schneiderhan
Wolfgang Eduard Schneiderhan (ur. 28 maja 1915 w Wiedniu, zm. 18 maja 2002 tamże) – austriacki skrzypek i pedagog.

## Życiorys
Studiował w Pradze u Otakara Ševčíka oraz u Juliusa Winklera w Wiedniu. Debiutował publicznie w 1926 roku w Kopenhadze, wykonując Koncert skrzypcowy e-moll Mendelssohna. Pełnił funkcję koncertmistrza Wiener Symphoniker (1933–1937) i Wiener Philharmoniker (1937–1949). Od 1938 do 1951 roku prowadził też własny kwartet smyczkowy. W latach 50. występował w trio fortepianowym z Enrico Mainardim i Edwinem Fischerem. Od 1948 roku był żonaty ze śpiewaczką Irmgard Seefried, z którą dokonał prawykonania Ariosi Hansa Wernera Henzego (1963) i Maria-Triptychon Franka Martina (1968). Zasłynął jako wykonawca utworów skrzypcowych Ludwiga van Beethovena i W.A. Mozarta, dokonał licznych nagrań dla wytwórni Deutsche Grammophon.
Był wykładowcą Mozarteum w Salzburgu (1938–1956) i Konserwatorium Wiedeńskiego (1939–1950). Od 1948 roku prowadził mistrzowskie kursy gry na skrzypcach w Lucernie, do jego uczniów należał Zenon Brzewski. W 1956 roku wraz z Rudolfem Baumgartnerem założył orkiestrę kameralną Lucerne Festival Strings.